# 이지아 이즐랭
이지아 이즐랭(Izïa Higelin, 1990년 9월 24일 ~ )은 프랑스의 가수, 배우이다. 아버지는 가수 자크 이즐랭이다.

## 음반 목록
- Izia (2009)
- So Much Trouble (2011)
- La Vague (2015)
- Citadelle (2019)

## 영화 목록
- 배드 걸 (2012)
- 웰컴, 삼바 (2014)
- 뮨: 달의 요정 (2015) - 목소리
- 로댕 (2017)